# 林区基希贝格
林区基希贝格（德語：Kirchberg im Wald，官方拼写为，發音：[ˈkɪʁçbɛʁk ʔɪm ˈvalt]）是德国巴伐利亚州下巴伐利亚行政区雷根县的市镇，总面积48.79平方千米，2023年12月31日总人口为4,500人。